# Штилер, Тобиас
Тобиас Штилер (нем. Tobias Stieler; род. 2 июля 1981, Обертсхаузен, Гессен) — немецкий футбольный судья. Судья ФИФА с 2014 года.

## Карьера
Его родной клуб — SG Rosenhöhe Offenbach в Футбольной ассоциации земли Гессен. В 1995 году в местной ассоциации судей он прошел курс обучения.
Тобиас дебютировал во втором немецком дивизионе в сезоне 2009/10 годов, обслужив матч «Падерборн 07» против «Кайзерслаутерна». 17 февраля 2012 года он отработал свой первый матч Бундеслиги между «Хоффенхаймом» и «Майнц 05». Он был назначен вместо Бабака Рафати, который был отстранён после попытки самоубийства. Первый матч сезона 2017/18 годов между «Баварией» и «Байер 04» из Леверкузена был также доверен для работы главным арбитром Штилеру. Это был первый матч в истории Бундеслиги, сыгранный с помощью видео-ассистента. На 53-й минуте нападающий «Байера» Чарлес Арангис допустил нарушение в штрафной. Первоначально Штилер оценил эпизод как не достойный пенальти, но после консультации с видеооператором Йохеном Дреесом он изменил своё решение и назначил пенальти в пользу «Баварии», который реализовал Левандовски.
Штилер вместе с Бастианом Данкертом стал судьёй ФИФА в 2014 году. Они заменили Флориана Мейера и Торстена Кинхефера, которые в силу своего возраста вышли в отставку. Штилер дебютировал на международной арене 26 мая 2014 года в отборочном матче чемпионата Европы по футболу среди юношей до 19 лет между Италией и Швецией. Впервые он отработал на матче группового этапа Лиги Европы УЕФА 29 сентября 2016 года в матче между донецким «Шахтёром» и португальской «Брагой». Дебют в групповом этапе Лиги чемпионов УЕФА состоялся 27 сентября 2017 года в Турине в матче «Ювентуса» и «Олимпиакосом».
В 2017 году был приглашён для работы на чемпионат Европы по футболу среди юношей до 21 года, который состоялся в Польше. Там отсудил два матча — Швеции против Англия (первый матч турнира) и Португалии против Испании.
14 мая 2019 года Штилер был назначен главным судьёй финала Кубка Германии 2018/19 годов, который состоялся 25 мая 2019 года на Олимпийском стадионе Берлина между «РБ Лейпциг» и мюнхенской «Баварией».
По профессии Штилер — юрист. Он постоянно живёт в Гамбурге.